# Čech, Lech a Rus

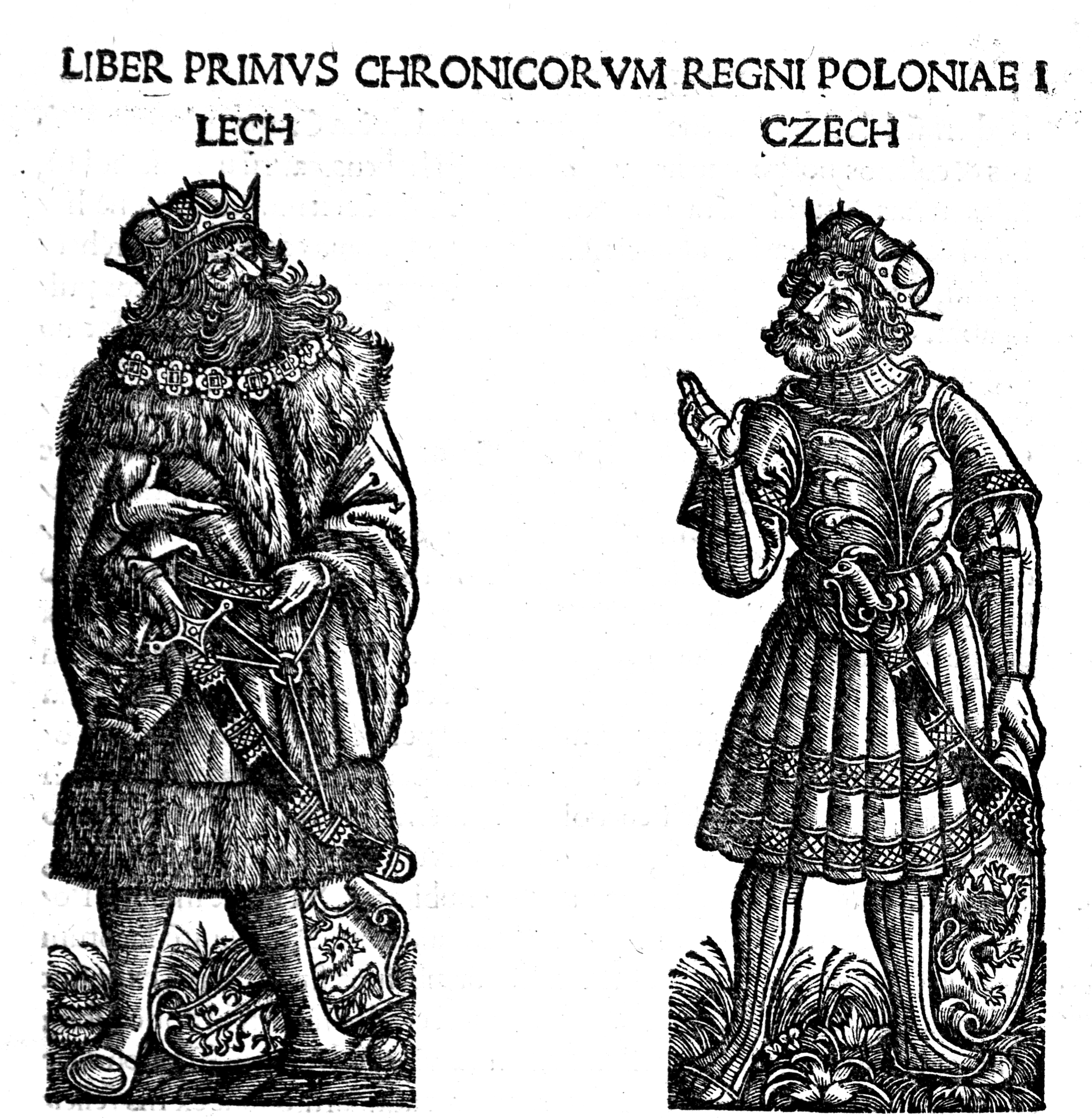
Lech a Čech - dřevoryt z Kroniky Matěje Miechowita

Čech, Lech a Rus jsou legendární zakladatelé tří slovanských národů zmiňovaní v polských kronikách.

## Historie
Pověst je poprvé uváděna v Chronicon Hungarico-Polonicum z první poloviny 13. století. Podle ní v době panování uherského krále Ladislava I. Svatého se z Chorvatska vypravila tři knížata: Čech, Lech a Rus, která nejprve založila Velkou Moravu a poté Čechy, Polsko a Rus.
Podle Velkopolské kroniky z 13. či 14. století jsou Slované potomci Jávana, syna Jáfetova, syna Noemova. Jejich pravlastí je Panonie, jejíž název je odvozován od jejího vládce, Pána. Ten měl tři syny - nejstaršího Lecha, prostředního Rusa a nejmladšího Čecha, kteří se rozhodli vydat na sever a založili tři národy.
Jan Długosz v druhé polovině 15. století tvrdil, že Rus byl synem Lecha a zdědil část jeho panství. Potomkem Rusovým podle něj byl Odoaker, germánský vojevůdce z 5. století.
Nejstarší česká kronika, Kosmova kronika česká, zná pouze postavu Čecha (latinsky Boemus), až kronika Přibíka Pulkava z Radenína sepsaná na konci 14. století zmiňuje postavu Lecha.
V ruském prostředí se tato pověst a její postavy vůbec neobjevuje, o Kyjevě se však vypráví, že jej založili bratři Kyj, Šček a Choriv společně se sestrou Lybedí.